# Special Olympics Serbien

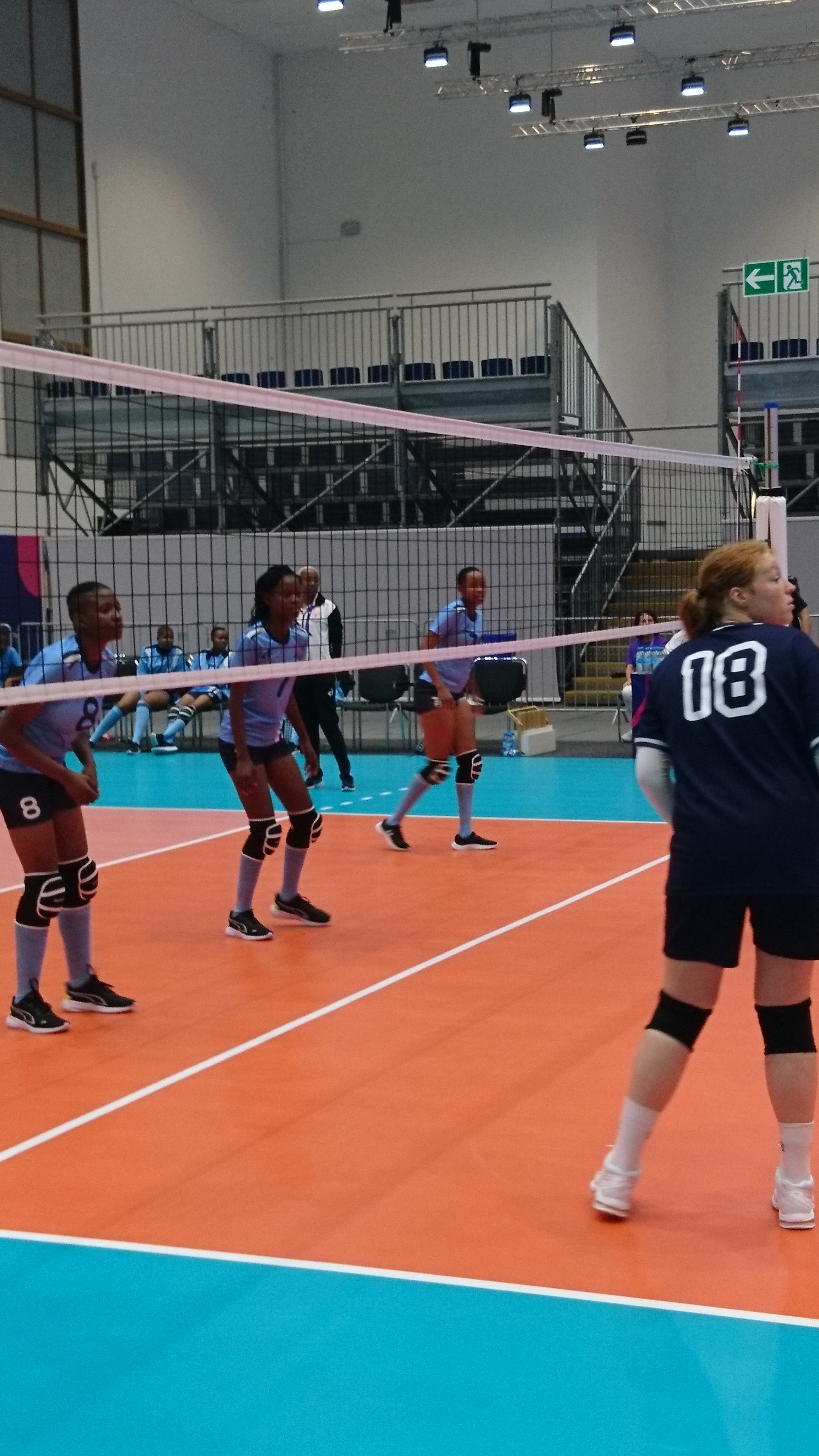
Special Olympics World Summer Games 2023, Volleyball, Botswana und Serbien

Special Olympics Serbien (englisch: Special Olympics Serbia) ist der serbische Verband von Special Olympics International. Sein Ziel ist die Förderung von Sport für Menschen mit geistiger Beeinträchtigung und die Sensibilisierung der Gesellschaft für diese Mitmenschen. Außerdem betreut er die serbischen Athletinnen und Athleten bei den Special Olympics Wettkämpfen.

## Geschichte
Special Olympics Serbien wurde 2002 mit Sitz in Belgrad gegründet.

## Aktivitäten
2019 waren 16.068 Athletinnen, Athleten und Unified Partner sowie 258 Trainer bei Special Olympics Serbien registriert.
Der Verband nahm 2021 an den Programmen Athlete Leadership, Unified Schools und Unified Sports teil, die von Special Olympics International ins Leben gerufen worden waren.

### Sportarten
Folgende Sportarten wurden 20121vom Verband angeboten:
- Basketball (Special Olympics)
- Beach Volleyball
- Boccia (Special Olympics)
- Fußball (Special Olympics)
- Leichtathletik (Special Olympics)
- Ski Alpin (Special Olympics)
- Skilanglauf (Special Olympics)
- Schwimmen (Special Olympics)
- Tischtennis (Special Olympics)
- Volleyball (Special Olympics)

### Teilnahme an Weltspielen vor 2020
(Quelle: )
• 2007 Special Olympics World Summer Games, Shanghai, China (36 Athletinnen und Athleten)
• 2009 Special Olympics World Winter Games, Boise, USA (10 Athletinnen und Athleten)
• 2011 Special Olympics World Summer Games, Athen (42 Athletinnen und Athleten)
• 2013 Special Olympics World Winter Games, PyeongChang, Südkorea (12 Athletinnen und Athleten)
• 2015 Special Olympics World Summer Games, Los Angeles, USA (52 Athletinnen und Athleten)
• 2017 Special Olympics World Winter Games, Graz-Schladming-Ramsau, Österreich (20 Athletinnen und Athleten)
• 2019 Special Olympics, World Summer Games, Abu Dhabi (89 Athletinnen und Athleten)

### Teilnahme an den Special Olympics World Summer Games 2023 in Berlin
Special Olympics Serbien nahm an den Special Olympics World Summer Games 2023 teil. Die Delegation wurde vor den Spielen im Rahmen des Host Town Program von Erlangen betreut. Sie bestand aus 75 Athletinnen und Athleten. Das Team gewann bei diesen Weltspielen sieben Gold-, sechs Silber- und sechs Bronzemedaillen.

### Teilnahme an Weltspielen nach 2023
- 2025 Special Olympics World Winter Games, Turin, Italien (13 Athletinnen und Athleten)[5]